# Ossipkino
Ossipkino (en rus: Осипкино) és un poble de la República de Marí El, a Rússia, que en el cens del 2010 tenia 31 habitants. Pertany al districte rural de Kozmodemiansk.